# Alpaida chapada
Alpaida chapada är en spindelart som beskrevs av Levi 1988. Alpaida chapada ingår i släktet Alpaida och familjen hjulspindlar. Inga underarter finns listade i Catalogue of Life.